# Ли, Грета
Грета Ли (англ. Greta Lee; род. 7 марта 1983, Лос-Анджелес, Калифорния) — американская актриса театра и кино. Наиболее известна ролями второго плана в комедийно-драматическом сериале Netflix «Жизни матрёшки» и драматическом сериале Apple TV+ «Утреннее шоу», а также благодаря главной роли в романтической драме «Прошлые жизни» (2023) режиссёра Селин Сон, за которую получила номинацию на премию «Золотой глобус».

## Карьера
После окончания школы она изучала театральное искусство в Северо-Западном университете в пригороде Чикаго. Затем она переехала в Нью-Йорк, чтобы посвятить себя актёрскому мастерству.
Ли начала свою карьеру в театре, дебютировав на Бродвее в музыкальной комедии «25-я ежегодная орфографическая пчела округа Патнэм» в 2007 году.
С 2012 по 2018 год она исполняла роль второго плана в сериале «Кайф с доставкой». Воплощение образа Стеллы Бак в сериале «Утреннее шоу» принесло ей номинацию на премию Гильдии киноактёров за лучший актёрский ансамбль.
В июне 2023 года было объявлено, что Ли присоединится к актёрскому составу проекта «Трон: Арес» вместе с Джаредом Лето.

## Личная жизнь
Ли замужем за Рассом Армстронгом, от которого у неё двое сыновей.

## Фильмография
- Закон и порядок: Специальный корпус (2006) — Хизер Ким
- Привет, мне пора (2012) — девушка
- Сестра Джеки (2012—2013) — медсестра Вон
- Кайф с доставкой (2012—2016) — Хайди
- Опрометчивый (2013) — Гертруда Ли
- Дорогой доктор (2013) — Дэйзи
- Девчонки (2013—2014) — Суджин
- Новенькая (2014—2015) — Кай
- Святой Винсент (2014) — кассир
- Пока мы молоды (2014) — интервьюер на «Сандэнсе»
- Сапожник (2014) — Кара
- Сёстры (2015) — Хэ Вон
- Сосны (2015—2016) — Руби
- Финансовый монстр (2016) — Эми Ли
- Шанс (2016—2017) — Люси
- Близнецы (2017) — Трейси
- Брод Сити (2017) — доктор Элизабет Фуллер
- Хорошая борьба (2017—2018) — Эмбер Вуд-Лутц
- Человек-паук: Через вселенные (2018) — Лила
- Жизни матрёшки (с 2019) — Максин
- Развод (2019) — страховой аджастер
- Чудотворцы (2020) — принцесса Вики
- Чем мы заняты в тени (2020) — Селеста
- Сумеречная зона (2020) — Эллен Джонс
- Лига монстров (2021) — член совета
- Утреннее шоу (с 2021) — Стелла Бак
- Прошлые жизни (2023) — Нора Мун
- Проблемный (2023) — Далия[10]
- Человек-паук: Паутина вселенных (2023) — Лила
- Отвязные дворняги (2023) — Белла
- Ученик тигра (2024) — кролик
- Трон: Арес (2025) — Ив Ким
- Дом динамита (2025)